# Typhlops siamensis
Typhlops siamensis là một loài rắn trong họ Typhlopidae. Loài này được Günther mô tả khoa học đầu tiên năm 1864.